# Norddeutsche Erdgas-Transversale
Die Norddeutsche Erdgas-Transversale (NETRA) ist eine 341 Kilometer lange Pipeline zum Transport von Erdgas, die vom Importpunkt der Europipe in Dornum an der Nordsee nach Salzwedel-Steinitz in Sachsen-Anhalt verläuft.
Die Pipeline wurde 1995 auf dem Teilstück zwischen Etzel und Salzwedel in Betrieb genommen. 1999 erfolgte eine Verlängerung um 49 Kilometer von Etzel bis Dornum. In Wardenburg befindet sich eine Verdichterstation. An der Pipeline liegt die Kavernenanlage Etzel mit Gasspeichern. Eigentümer und Betreiber sind Open Grid Europe, Gasunie Deutschland.